# Dassault Falcon 50
Dassault Falcon 50 je trimotorno reaktivno poslovno letalo z dolgim dosegom, ki ga je razvil francoski Dassault Aviation v 1970ih. Falcon 50 ima enak presek trupa kot dvomotorni predhodnik Falcon 20, ima pa Falcon 50 bolj napredno krilo, uporablja "površinsko pravilo" in dodatni tretji motor. Motor v sredini ima S-vstopnik. 

## Specifikacije
Podatki iz Jane's All the World's Aircraft 1988–89; Taylor 1988, pp.75—76
Splošne karakteristike
- Posadka: 2
- Število sedežev: 8 do 9 potnikov
- Dolžina: 18,52 m (60 ft 9¼ in)
- Razpon kril: 18,86 m (61 ft 10½ in)
- Višina: 6,98 m (22 ft 10½ in)
- Površina kril: 46,83 m² (504,1 ft²)
- Teža praznega letala: 9163 kg (20200 lb)
- Maks. vzletna teža: 17600 kg (37478 lb)
- Pogon letala: 3 × Garrett TFE731-3-1C turbofan, 16,5 kN (3700 lbf) vsak

 Zmogljivost 
- Maks. hitrost: Mach 0,86 (915 km/h, 494 vozlov, 568 mph)
- Potovalna hitrost: Mach 0,82 (888 km/h, 479 vozlov, 551 mph)
- Doseg: 6480 km (3500 nmi, 4025 milj)
- Višina leta: 14935 m (49000 ft)